# 金比羅宮 (多摩市)
金比羅宮（こんぴらぐう）は、東京都多摩市桜ヶ丘一丁目に鎮座する神社。鎮座地は金比羅山と呼ばれている。大物主命を祀る。

## 由緒
中世には鎮座地に砦があり、新田義貞と北条泰家の軍勢が戦った場所である（関戸の戦い）。
文政年間（1818年 - 1830年）中期に関戸村の紺屋である井上林蔵が四国の金刀比羅宮から神体を持ち帰り、社を建てたのが金比羅宮の始まりであると『多摩町誌』に記載されている。一方、文化10年11月（グレゴリオ暦：1813年11月 - 12月）に明王太郎が井上林蔵から金比羅宮の普請を請け負ったという「請負状」が存在する。当時は周辺地域の信仰が篤く、神社は大いに繁栄した。
1958年（昭和33年）6月12日の夜間に火災に見舞われ社殿を焼失してしまうが、神体は無事であった。1966年（昭和41年）、桜ヶ丘住宅地の建設に伴い、桜ヶ丘一丁目54番4号（現社地）に再建された。

## 祭祀
関戸にある熊野神社が管理と祭祀を担う。例祭はかつて10月10日であったが、熊野神社と同日の9月の第2日曜日に変更され、神主・総代と神社役員が参拝するだけの簡素なものである。

## 物見の松
現存しないが、境内には「物見の松」と呼ばれる老木があった。かつて男性に捨てられた美しい娘が怨念を抱いて夜叉となり、物見の松に藁人形を打ちつける丑の刻参りを続けたところ、男性は発狂して死んだという伝説がある。

## 「耳をすませば」のモデル
1995年（平成7年）公開の映画『耳をすませば』には金比羅宮にそっくりな情景が登場する。主人公の月島雫が野球部員の杉村から告白を受けるシーンで参考にされたといわれている。境内にはこれにちなんだ「恋みくじ」がある。